# Diurne (comportement animal)
Pour les articles homonymes, voir Diurne.

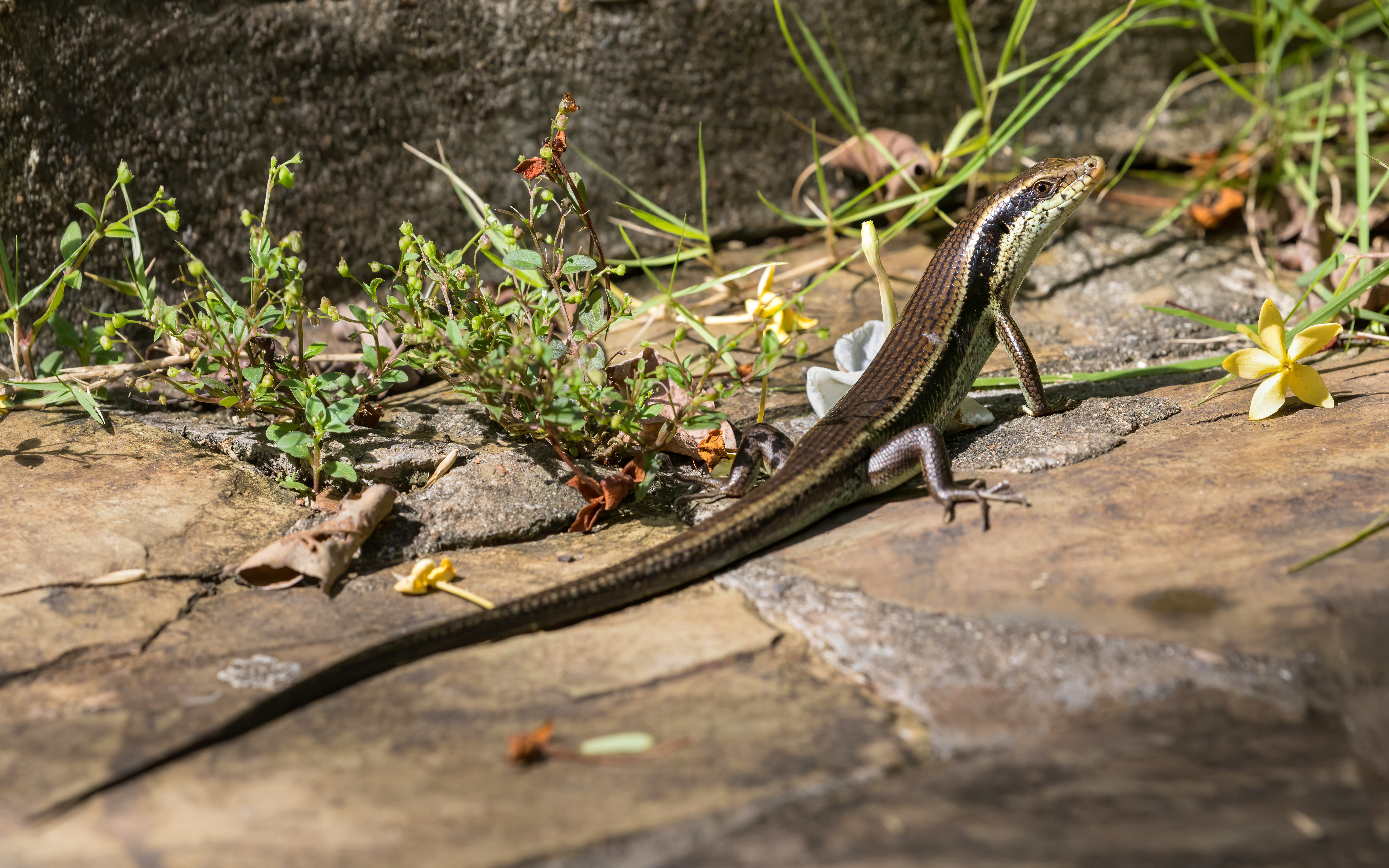
Eutropis prenant le soleil

Un animal est dit diurne lorsque la majorité de son activité se déroule durant le jour (en opposition au comportement nocturne). Certaines espèces sont des diurnes stricts, qui ne présentent aucune activité durant la nuit.

## Généralités
Les mammifères, oiseaux,et reptiles sont généralement classé dans les animaux diurnes,,.
Les mammifères, à l'origine des espèces nocturnes, sont devenues pour beaucoup diurnes lors de la disparition des dinosaures.